# Tirso Sainz de Baranda
Tirso Sainz de Baranda y Dorado (n. Medina de Pomar, Burgos, ca. 1823) fue un sobrestante, perito tasador de bienes nacionales, agrimensor y político español. Hijo de Manuel Sainz de Baranda y de Bivanco, comandante de infantería y gobernador militar de los partidos judiciales de Aranda de Duero y Roa (Burgos).
Cursó estudios en Valladolid y Madrid antes de ser nombrado sobrestante de la carretera de Laredo a Castilla a finales de la década de 1840, periodo durante el cual residió en Lanestosa (Vizcaya).
Firmante del Pacto Federal Castellano en 1869 en representación de la provincia de Zamora, donde fue perito tasador de bienes nacionales y agrimensor.
Diputado provincial, Gobernador y Secretario interino de Zamora y Oficial primero del Gobierno. Hijo adoptivo de la ciudad de Toro (Zamora).

## Obras
- Opúsculo de principios generales de moral social para el uso de las escuelas de Instrucción primaria de niños y niñas (1873)[7]